# Tulelake
Tulelake é uma cidade localizada no estado americano da Califórnia, no condado de Siskiyou. Foi incorporada em 1 de março de 1937.

## Geografia
De acordo com o United States Census Bureau, a cidade tem uma área de 1,06 km², onde todos os 1,06 km² estão cobertos por terra.

### Localidades na vizinhança
O diagrama seguinte representa as localidades num raio de 40 km ao redor de Tulelake.

## Demografia
Segundo o censo nacional de 2010, a sua população é de 1 010 habitantes e sua densidade populacional é de 951,13 hab/km². É a cidade mais densamente povoada do condado de Siskiyou. Possui 437 residências, que resulta em uma densidade de 411,53 residências/km².